# Arcalia, Bistrița-Năsăud
Arcalia (în dialectul săsesc Kallesdref, în germană Kallesdorf, în maghiară Árokalja) este un sat în comuna Șieu-Măgheruș din județul Bistrița-Năsăud, Transilvania, România.
Aici se găsește un frumos parc dendrologic (la 17 km vest de Bistrița, lângă satul Arcalia), extins pe o suprafață de cca 16 ha, unde cresc peste 150 de arbori și arbuști din diferite zone ale globului (brad argintiu, molid caucazian, salcâm japonez etc).

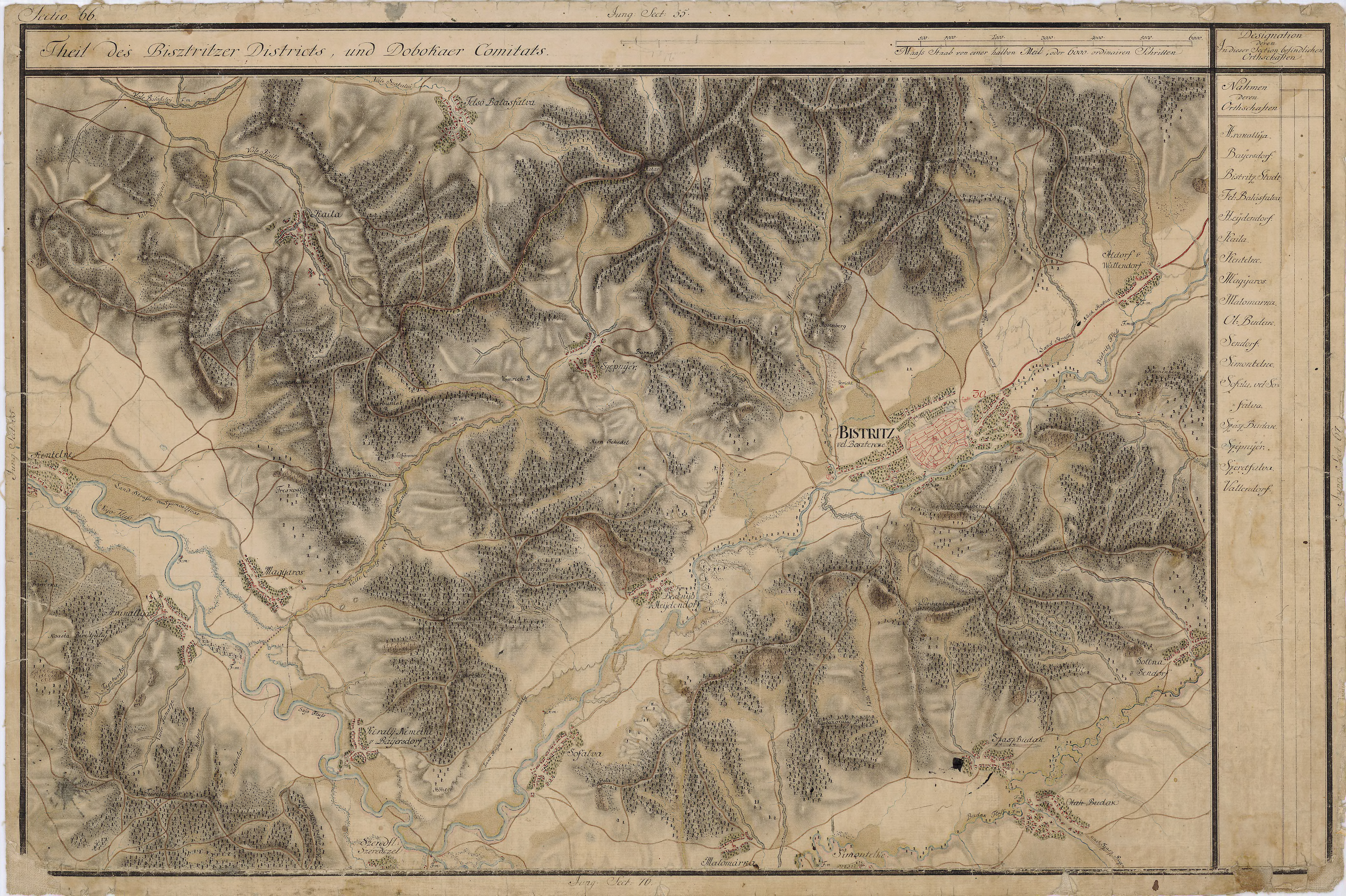
Arcalia în Harta Iosefină a Transilvaniei, 1769-73

## Clădiri istorice
- Castelul Bethlen. Castelul de la Arcalia, imobil în care funcționează „Centrul Regional al Francofoniei”, aparținând Universității Babeș-Bolyai din Cluj-Napoca, a fost revendicat de un cetățean maghiar, pretinzând că este urmașul lui Bethlen Balazs, ultimul proprietar al imobilului (expropriat în anul 1945).

## Galerie de imagini

Vedere din Parcul dendrologic Arcalia
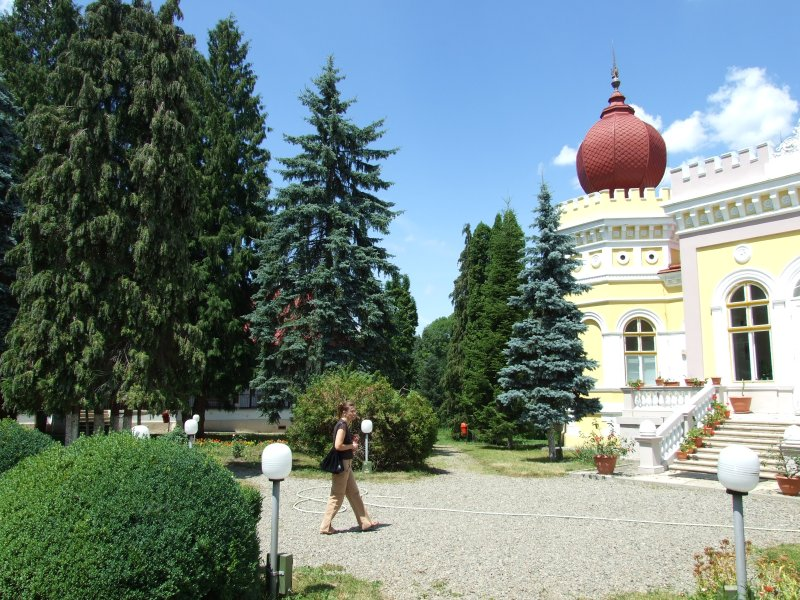
Vedere din Parcul dendrologic Arcalia
Vedere din Parcul dendrologic Arcalia
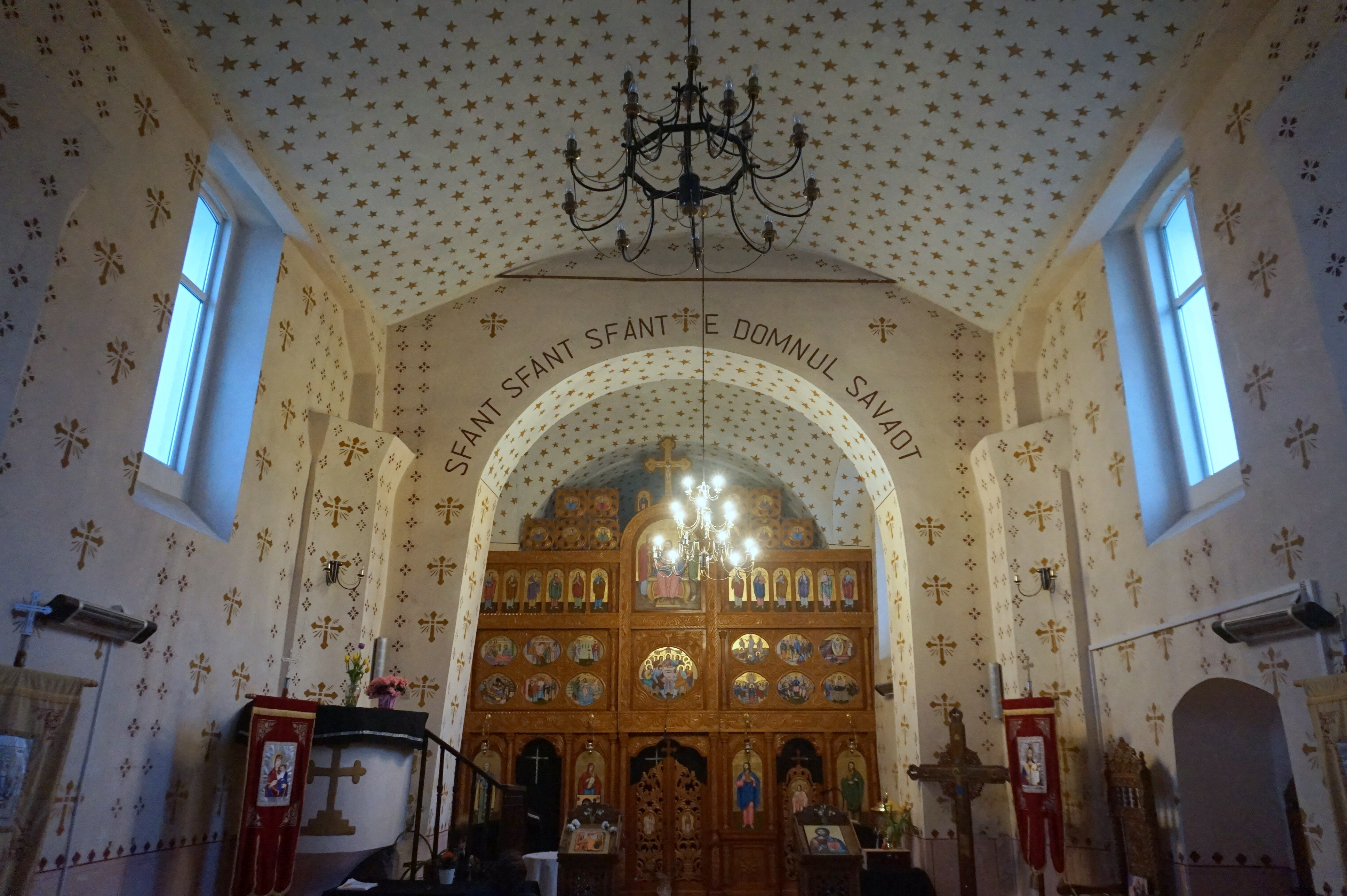
Biserica evanghelică din Arcalia (în prezent ortodoxă), monument istoric
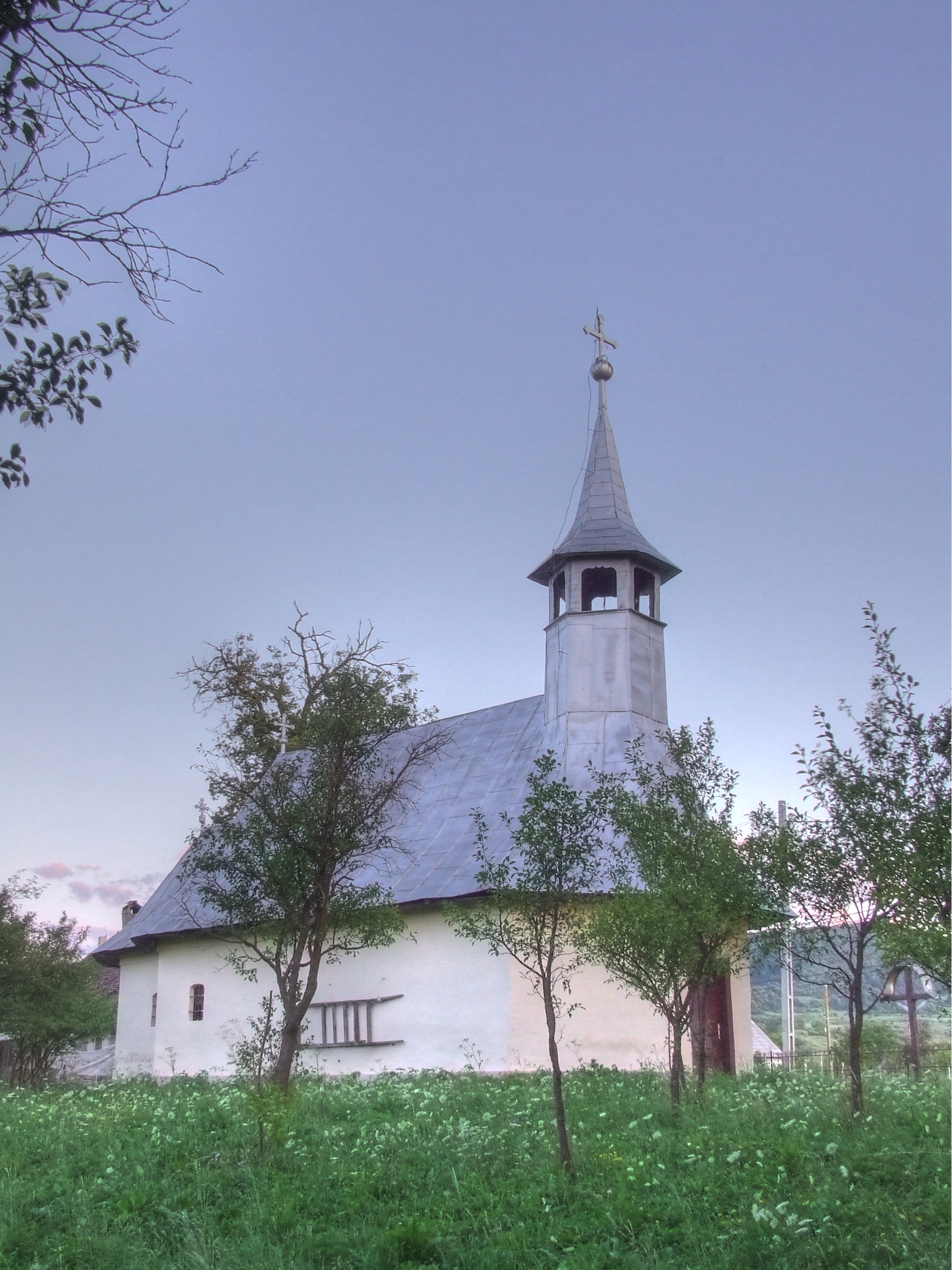
Biserica de lemn „Sfântul Dimitrie”
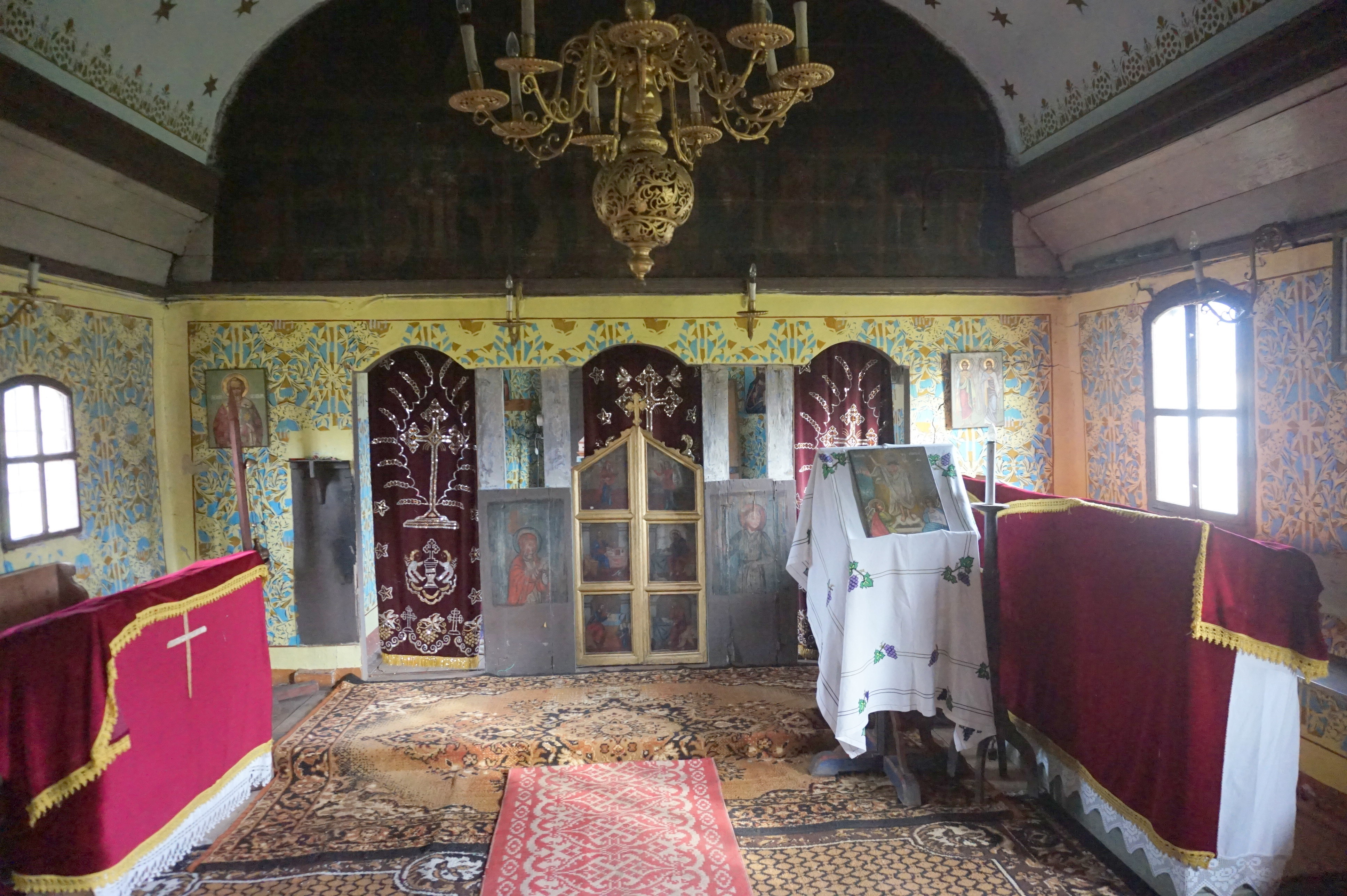
Biserica de lemn (interiorul navei)